# Liste der Staatsoberhäupter 1372
Übersicht
◄◄ | ◄ | 1368 | 1369 | 1370 | 1371 | Liste der Staatsoberhäupter 1372 | 1373 | 1374 | 1375 | 1376 | ► | ►►

Weitere Ereignisse

## Afrika
- Ägypten (Bahri-Dynastie)
  - Sultan: al-Aschraf Schaban II. (1363–1377)

- Algerien (Abdalwadiden)
  - Sultan: Abu Zayyan Muhammad II. (1360, 1370–1372, 1383–1384, 1387)
  - Sultan: Abu Hammu II. Musa (1359–1360, 1360–1370, 1372–1383, 1384–1387, 1387–1389)

- Äthiopien
  - Kaiser (Negus Negest): Newaya Krestos (1344–1372)
  - Kaiser (Negus Negest): Newaya Mariam (1372–1382)

- Ifriqiya (Ost-Algerien, Tunesien) (Hafsiden)
  - Kalif: Abu l-Abbas Ahmad II. (1370–1394)

- Jolof (im heutigen Senegal)
  - Buur-ba Jolof: Sare N'Dyaye (1370–1390)

- Kanem-Bornu (Sefuwa-Dynastie)
  - König: Uthman I. (1369–1373)

- Kano
  - Emir: Yaji I. (1349–1385)

- Königreich Mali
  - König: Mari Diata II. (1360–1374)

- Marokko (Meriniden)
  - Sultan: Abu l-Fariz Abdul Aziz I. (1366–1372)
  - Sultan: Muhammad IV. (1372–1374)

## Amerika
- Aztekenreich
  - Tlatoani: Acamapichtli (1371–1391)

- Inkareich
  - Inka: Inca Roca (ca. 1350–1380)

## Asien
- Reich der Weißen Hammel (Ak Koyunlu)
  - Herrscher: Kutlu Bey (1362–1389)

- Champa
  - König: Chê Bong Ngo (1360–1390)

- China (Ming-Dynastie)
  - Kaiser: Hongwu (1368–1398)

- Delhi
  - Sultan: Firuz Schah Tughluq (1351–1388)

- Reich der Goldenen Horde
  - Khan: Erbfolgekrieg (bis 1380)
  - Teilherrscher in Westsibirien: Urus (ungefähr 1361–1376)

- Japan
  - Kaiser (Südhof): Chōkei (1368–1383)
  - Kaiser (Nordhof): Go-En’yū (1371–1382)
  - Shōgun Ashikaga: Ashikaga Yoshimitsu (1368–1394)

- Kambuja (Khmer)
  - König: Kalamegha (1371–1377?)

- Kleinarmenien
  - König: Konstantin VI. (1362–1373)

- Korea (Goryeo-Dynastie)
  - König: Gongmin Wang (1351–1374)

- Mongolei
  - Khan: Biligtü Khan (1370–1378)

- Persien 
  - Sultan (Timuriden-Dynastie): Timur Lenk (1370–1405)
  - Herrscher (Muzaffariden) in Schiras: Dschamal ad-Din Abu l-Fawaris Schah-i Schudscha (1366–1384)

- Siam
  - Ayutthaya
    - König: Borommaracha I. (1370–1388)

  - Lan Na
    - König: Kue Na (1355–1385)

  - Lan Xang
    - König: Fa Ngum (1353–1372)
    - König: Samsaenthai (1372–1417)

  - Sukhothai
    - König: Maha Thammaracha II. (1370–1398)

- Trapezunt
  - Kaiser: Alexios III. (1349–1390)

## Europa
- Achaia
  - Fürst: Philipp II. von Tarent (1364–1373)

- Andorra
  - Co-Fürsten:
    - Graf von Foix: Gaston III. (1343–1391)
    - Bischof von Urgell: Berenguer d’Erill i de Pallars (1371–1388)

- Archipelagos
  - Herzog: Niccolò II. dalle Carceri (1371–1383)

- Athen
  - Herzog: Friedrich III. von Sizilien der Einfältige (1355–1377)

- Byzantinisches Reich
  - Kaiser: Johannes V. (1341–1391)

- Dänemark
  - König: Waldemar IV. (1340–1376)

- Deutschordensstaat
  - Hochmeister: Winrich von Kniprode (1351–1382)

- England
  - König: Eduard III. (1327–1377)

- Frankreich
  - König: Karl V. (1364–1380)
  - Alençon
    - Graf: Peter II. (1361–1391)

  - Armagnac
    - Graf: Johann I. der Gute (1319–1373)

  - Auvergne
    - Graf: Johann I. (1361–1386)

  - Bar
    - Herzog: Robert I. (1352–1411) (bis 1354 Graf)

  - Blois
    - Graf: Ludwig II. von Châtillon (1346–1372)
    - Graf: Johann II. von Châtillon (1372–1381)

  - Blois
    - Graf: Ludwig II. von Châtillon (1346–1372)
    - Graf: Johann II. von Châtillon (1372–1381)

  - Bretagne
    - Herzog: Johann V. der Eroberer (1364–1399)

  - Burgund (Herzogtum)
    - Herzog: Philipp II. der Kühne (1363–1404)

  - Burgund (Freigrafschaft)
    - Pfalzgräfin: Margarethe (1361–1382)

  - Dreux (1365–1377 gemeinsame Herrschaft)
    - Gräfin: Perenelle de Thouars (1365–1377)
    - Gräfin: Isabeau de Thouars (1365–1377)
    - Gräfin: Marguerite de Thouars (1365–1377)

  - Eu
    - Graf: Jean (1351–1387)

  - Évreux
    - Graf: Karl der Böse (1343–1378)

  - Foix
    - Graf: Gaston III. (1343–1391)

  - Marche
    - Graf: Johann I. (1362–1393)

  - Nevers
    - Graf: Ludwig III. (1346–1384)

  - Orléans
    - Herzog: Philipp I. (1344–1375)

  - Perche
    - Graf: Robert (1346–1377)

  - Périgord
    - Graf: Archambaud V. (1369–1397)

  - Pont-à-Mousson
    - Markgraf: Robert I. (1353–1411)

  - Provence
    - Gräfin: Johanna (1343–1382)

  - Rethel
    - Graf: Ludwig III. (1346–1384)

  - Vendôme
    - Gräfin: Johanna (1371–1372)
    - Gräfin: Katharina (1372–1403)
    - Graf: Johann VII. (1372–1393) (de iure uxoris)

- Heiliges Römisches Reich
  - König: Karl IV. (1346–1378) (ab 1355 Kaiser)
  - Kurfürstentümer
    - Erzstift Köln
      - Erzbischof: Friedrich III. von Saarwerden (1370–1414)

    - Erzstift Mainz
      - Erzbischof: Johann von Luxemburg-Ligny (1371–1373)  (1365–1371 Bischof von Straßburg)

    - Erzstift Trier
      - Erzbischof: Kuno II. von Falkenstein (1362–1388)

    - Böhmen
      - König: Karl IV. (1346–1378)

    - Brandenburg
      - Markgraf: Otto V. (1351/1365–1373)

    - Kurpfalz
      - Pfalzgraf: Ruprecht I. (1353–1390)

    - Sachsen
      - Kurfürst: Wenzel I. (Sachsen-Wittenberg) (1370–1388)

  - geistliche Fürstentümer
    - Hochstift Augsburg
      - Bischof: Johann Schadland (1371–1373)  (1363–1365 Bischof von Hildesheim, 1365–1370 Bischof von Worms)

    - Hochstift Bamberg
      - Bischof: Ludwig von Meißen (1366–1374) (1357/58–1366 Bischof von Halberstadt, 1374–1381 Erzbischof von Mainz, 1381–1382 Erzbischof von Magdeburg)

    - Hochstift Basel
      - Bischof: Johann III. von Vienne (1365–1382) (1355–1361 Erzbischof von Besançon, 1361–1365 Bischof von Metz)

    - Erzstift Besançon
      - Erzbischof: Guillaume III. de Vergy (1371–1391)

    - Hochstift Brandenburg
      - Bischof: Dietrich II. von der Schulenburg (1365–1393)

    - Erzstift Bremen
      - Erzbischof: Albert II. von Braunschweig-Lüneburg (1359–1395)

    - Hochstift Brixen
      - Bischof: Johann Ribi von Lenzburg (1364–1374)

    - Hochstift Cambrai
      - Bischof: Gerard III. de Dainville (1372–1378)

    - Hochstift Cammin
      - Bischof: Philipp von Rehberg (1370–1385)

    - Hochstift Chur
      - Bischof: Friedrich von Erdingen (1368–1376) (1376–1396 Bischof von Brixen)

    - Hochstift Eichstätt
      - Bischof: Raban Truchseß von Wilburgstetten (1365–1383)

    - Hochstift Freising
      - Bischof: Paul von Jägerndorf (1359–1377)

    - Abtei Fulda
      - Abt: Heinrich von Kranlucken (1353–1372)
      - Abt: Konrad von Hanau (1372–1383)

    - Hochstift Genf
      - Bischof: Guillaume de Marcossey (1366–1377)

    - Hochstift Halberstadt
      - Bischof: Albrecht III. von Rickmersdorf (1366–1390)

    - Hochstift Havelberg
      - Bischof: Dietrich II. von Man (1370–1385)

    - Hochstift Hildesheim
      - Bischof: Gerhard vom Berge (1365–1398) (1364–1365 Bischof von Verden)

    - Hochstift Konstanz
      - Bischof: Heinrich III. von Brandis (1357–1383)

    - Hochstift Lausanne
      - Bischof: Aymon I. de Cossonay (1355–1375)

    - Hochstift Lübeck
      - Bischof: Bertram Cremon (1350–1377)

    - Hochstift Lüttich
      - Bischof: Johann V. von Arkel (1364–1378) (1341–1364 Bischof von Utrecht)

    - Erzstift Magdeburg
      - Erzbischof: Peter Jelito (1371–1381)  (1356–1368 Bischof von Chur)

    - Hochstift Meißen
      - Bischof: Konrad II. von Kirchberg-Wallhausen (1371–1375)

    - Hochstift Merseburg
      - Bischof: Friedrich II. von Hoym (1357–1382) (1382 Erzbischof von Magdeburg)

    - Hochstift Metz
      - Bischof: Dietrich V. Bayer von Boppard (1365–1384) (1359–1365 Bischof von Worms)

    - Hochstift Minden
      - Bischof: Wittekind II. von Schalksberg (1369–1383)

    - Hochstift Münster
      - Bischof: Florenz von Wevelinghoven (1364–1378) (1378–1393 Bischof von Utrecht)

    - Hochstift Naumburg
      - Bischof: Gerhard I. von Schwarzburg (1359–1372) (1372–1400 Bischof von Würzburg)
      - Bischof: Withego II. Hildbrandi (1372–1381) (1372 Bischof von Würzburg)

    - Hochstift Osnabrück
      - Bischof: Melchior von Braunschweig-Grubenhagen (1367–1376) (1375–1381 Bischof von Schwerin)

    - Hochstift Paderborn
      - Bischof: Heinrich III. von Spiegel zum Desenberg (1361–1380)

    - Hochstift Passau
      - Bischof: Albert III. von Winkel (1362–1380)

    - Hochstift Ratzeburg
      - Bischof: Heinrich II. von Wittorf (1367–1388)

    - Hochstift Regensburg
      - Bischof: Konrad VI. von Haimberg (1366–1381) (bis 1368 Administrator)

    - Erzstift Salzburg
      - Erzbischof: Pilgrim II. von Puchheim (1365–1396)

    - Hochstift Schwerin
      - Bischof: Friedrich II. von Bülow (1366–1375)

    - Hochstift Sitten
      - Bischof: Witschard Tavelli (1342–1375)

    - Hochstift Speyer
      - Bischof: Adolf von Nassau (1371–1381) (1371/81–1390 Erzbischof von Mainz)

    - Hochstift Straßburg
      - Bischof: Lamprecht von Brunn (1371–1374) (1363–1364 Bischof von Brixen, 1364–1371 Bischof von Speyer, 1374–1375 Administrator von Straßburg, 1374–1399 Bischof von Bamberg)

    - Hochstift Toul
      - Bischof: Johann von Hoya (1363–1372)

    - Hochstift Trient
      - Bischof: Albert von Ortenburg (1360–1390)

    - Hochstift Utrecht
      - Bischof: Arnold II. von Horn (1371–1378) (1378–1379 Bischof von Lüttich)

    - Hochstift Verden
      - Bischof: Heinrich I. von Langeln (1367–1381)

    - Hochstift Verdun
      - Bischof: Johann V. von Dampierre-St. Dizier (1371–1375)

    - Hochstift Worms
      - Bischof: Eckard von Dersch (1370–1405)

    - Hochstift Würzburg (1372 Doppelwahl; 1372–1376 Herrschaft umstritten)
      - Bischof: Albrecht II. von Hohenlohe (1345–1372)
      - Bischof: Wittich von Wolframsdorf (1372) (1372–1381 Bischof von Naumburg)
      - Bischof: Gerhard von Schwarzburg (1372–1400) (1362–1372 Bischof von Naumburg)
      - Bischof: Albrecht III. von Heßberg (1372–1376)

  - weltliche Fürstentümer
    - Anhalt
      -  Fürstentum Anhalt-Bernburg
        - Fürst: Heinrich IV. (1354–1374)

      -  Anhalt-Zerbst
        - Fürst: Johann II. (1362–1382)

    - Baden (1372 Teilung)
      - Markgraf: Rudolf VI. (1353–1372)
      - Norden: Durlach und Pforzheim
        - Markgraf: Bernhard I. (1372–1431)

      - Süden: Baden-Baden, Ettlingen, Rastatt
        - Markgraf: Rudolf VII. (1372–1391)

    - Bayern
      - Bayern-Landshut und Oberbayern
        - Herzog: Stephan II. (1363–1375)

      - Bayern-Straubing-Holland
        - Herzog: Wilhelm I. (1353–1358/1389)
        - Herzog: Albrecht I. (1353–1404)

    - Berg (1348–1395 Personalunion mit Ravensberg)
      - Graf: Wilhelm II. (1360–1408) (ab 1380 Herzog)

    - Brabant und Limburg
      - Herzogin: Johanna (1356–1406)
      - Herzog: Wenzel (1356–1383) (de iure uxoris)

    - Herzogtum Braunschweig-Lüneburg
      - Braunschweig-Göttingen
        - Herzog: Otto I., der Quade (1367–1394)

      - Braunschweig-Grubenhagen
        - Herzog: Albrecht I. (1361–1383)

      - Braunschweig-Lüneburg (1370–1373 Lüneburger Erbfolgekrieg zwischen Braunschweig-Wolfenbüttel und Sachsen-Wittenberg)
        - Herzog: Magnus II. Torquatus (1369–1373)
        - Herzog: Albrecht von Sachsen Wittenberg (1370–1385)
        - Herzog: Wenzel I. von Sachsen Wittenberg (1370–1388)

      - Braunschweig-Wolfenbüttel
        - Herzog: Magnus II. Torquatus (1369–1373)

    - Brookmerland / Ostfriesland
      - Häuptling: Keno I. tom Brok (1371–1376)

    - Flandern
      - Graf: Ludwig von Maele (1346–1384)

    - Geldern (Erbfolgekrieg 1371–1379)
      - Herzog: Wilhelm I. (1371/79–1402)

    - Hanau
      - Herr: Ulrich IV. (1369/70–1380)

    - Hennegau (Personalunion mit Holland)
      - Graf: Wilhelm III. (1346–1389)

    - Hessen
      - Landgraf: Heinrich II. (1328–1376)

    - Hohenzollern
      - schwarzgräfliche Linie
        - Graf: Friedrich IX. (1333–1377/79)

      - Straßburger Linie
        - Graf: Friedrich XI. (1365–1401)

    - Holland (Personalunion mit Hennegau)
      - Graf: Wilhelm V. (1346/1354–1358/1389)
      - Graf: Albrecht I. (1358/1389–1404)

    - Jülich
      - Herzog: Wilhelm II. (1361–1393)

    - Kleve
      - Graf: Adolf I. (1368–1394)

    - Lothringen
      - Herzog: Johann I. (1346–1390)

    - Luxemburg
      - Herzog: Wenzel I. (1353–1383) (bis 1354 Graf)

    - Lüneburg
      - Herzog: Magnus II. (1369–1373)

    - Nassau
      - walramische Linie
        - Nassau-Idstein
          - Graf: Walram IV. (1370–1393)

        - Nassau-Sonnenberg
          - Graf: Ruprecht (1356–1390)

        - Nassau-Weilburg
          - Graf: Philipp I. (1371–1429) (1381–1429 Graf von Saarbrücken)

      - ottonische Linie
        - Nassau-Beilstein
          - Graf: Heinrich I. (1343–1378/80)

        - Nassau-Dillenburg
          - Graf: Johann I. (1350/51–1416)

        - Nassau-Hadamar
          - Graf: Emich III. (1365–1394) (unter Vormundschaft)

    - Nürnberg
      - Burggraf: Friedrich V. (1357–1397)

    - Ortenburg
      - Graf: Heinrich IV. (1346–1395)

    - Österreich
      - Herzog: Albrecht III. (1365–1395)

    - Ravensberg (1348–1395 Personalunion mit Berg)
      - Graf: Wilhelm I. (1360–1395)

    - Steiermark, Kärnten, Krain und Friaul
      - Herzog: Leopold III. (1358–1386)

    - Württemberg
      - Graf: Eberhard II., der Greiner (1344–1392)

- Italienische Staaten
  - Este
    - Markgraf: Francesco II. (1343–1384)

  - Ferrara, Modena und Reggio
    - Herr: Niccolò II. d’Este (1361–1388)

  - Genua
    - Doge: Domenico di Campofregoso (1370–1378)

  - Kirchenstaat
    - Papst: Gregor XI. (1370–1378)

  - Mailand
    - Herr: Bernabò Visconti (1354–1385)
    - Herr: Galeazzo II. Visconti (1354–1378)

  - Mantua
    - Graf: Luigi II. Gonzaga (1369–1382)

  - Montferrat
    - Markgraf: Johann II. (1338–1372)
    - Markgraf: Otto III. (1372–1378)

  - Neapel
    - Königin: Johanna I. (1343–1382)

  - Rimini
    - Herr: Galeotto Malatesta (1364–1385)

  - Saluzzo
    - Markgraf: Friedrich II. (1357–1391)

  - San Marino
    - Capitano Reggente: Nucciolino di Ciolo (1371–1372)
    - Capitano Reggente: Bartolino di Giovanni di Bianco (1371–1372)
    - Capitano Reggente: Corbello di Vita Giannini (1372)
    - Capitano Reggente: Mignone Bauto (1372)
    - Capitano Reggente: Giovanni di Riguccio (1372–1373)
    - Capitano Reggente: Martino di Guerolo Pistorj (1372–1373)

  - Savoyen
    - Graf: Amadeus VI. (1343–1383)

  - Sizilien
    - König: Friedrich III. der Einfältige (1355–1377)

  - Tarent
    - Fürst: Philipp II. von Tarent (1362–1374)

  - Venedig
    - Doge: Andrea Contarini (1368–1382)

  - Verona
    - Podesta: Cansignorio della Scala (1365–1375)

- Johanniter-Ordensstaat auf Rhodos
  - Großmeister: Raymond Berenger (1365–1374)

- Lesbos
  - Archon: Francesco I. Gattilusio (1355–1384)

- Litauen
  - Großfürst: Algirdas (1345–1377)

- Moldau
  - Fürst: Laţcu (1365–1373)

- Monaco (genuesische Herrschaft 1357–1419)
  - Seigneur (im Exil): Rainier II. (1357–1407)

- Norwegen
  - König: Haakon VI. Magnusson (1355–1380)

- Osmanisches Reich
  - Sultan: Murad I. (1359–1389)

- Polen
  - König: Ludwig I. (1370–1382)

- Portugal
  - König: Ferdinand I. (1367–1383)

- Russland
  - Großfürst: Dmitri Donskoi (1359–1389)

- Schottland
  - König: Robert II. (1371–1390)

- Schweden
  - König: Albrecht von Mecklenburg (1363–1389)

- Serbien
  - Fürst: Lazar Hrebeljanović (1371–1389)

- Spanien
  - Aragon
    - König: Peter IV. (1336–1387)

  - Cerdanya
    - Graf: Jakob IV. (1349–1375)

  - Granada (Nasriden)
    - Emir: Muhammad V. (1354–1359, 1362–1391)

  - Kastilien
    - König: Heinrich II. (1369–1379)

  - Navarra
    - König: Karl II., der Böse (1349–1387)

  - Urgell
    - Graf: Peter II. (1347–1408)

- Ungarn
  - König: Ludwig I. (1342–1382)

- Walachei
  - Fürst: Vladislav I. (1364–1377)

- Zeta (ab 1362 gemeinsame Herrschaft)
  - Fürst: Đurađ I. (1362–1378)
  - Fürst: Balša II. (1362–1385)
  - Fürst: Stracimir (1362–1373)

- Zypern
  - König: Peter II. (1369–1382)